# Joe's Xmasage
Joe's Xmasage è un album di raccolta del musicista statunitense Frank Zappa, pubblicato postumo nel 2005 e registrato nel 1963.

## Tracce
1. Mormon Xmas Dance Report – 1:51
2. Prelude to "The Purse – 2:24
3. Mr. Clean (Alternate Mix) – 2:04
4. Why Don'tcha Do Me Right? – 5:01
5. The Muthers/Power Trio – 3:15
6. The Purse – 11:38
7. The Moon Will Never Be the Same – 1:10
8. GTR Trio – 11:21
9. Suckit Rockit – 4:11
10. Mousie's First Xmas – 0:56
11. The Uncle Frankie Show – 11:42